# Melville Davisson Post
Pour les articles homonymes, voir Davisson et Post.
Melville Davisson Post, né le 19 avril 1869 à Romines Mills, dans le comté de Harrison, en Virginie-Occidentale, aux États-Unis, et mort à la suite d'une chute de cheval le 23 juin 1930 à Clarksburg, en Virginie-Occidentale, est un écrivain et un nouvelliste américain, auteur de nouvelles de littérature policière.

## Biographie
Après avoir travaillé dans la ferme familiale, il fait des études de droit à l'université de Virginie-Occidentale.
En 1896, il publie son premier recueil de nouvelles, The Strange Schemes of Randolph Mason, où son héros parvient à contourner la loi, ce qui aura pour conséquence de la faire modifier par les législateurs après la parution de l'ouvrage. 
En 1912, il fait paraître The Nameless Thing dans lequel il met en scène l'Oncle Abner, un fermier et éleveur en Virginie qui joue avec bonheur les détectives amateurs. Ses nouvelles se situent dans les années 1850 et sont racontées par Martin, le neveu du héros. 
« Considéré comme l'un des maîtres du récit de détection », Post abandonne le droit et se consacre uniquement à l'écriture. Il crée alors d'autres personnages de détectives : Sir Henry Marquis, Monsieur Jonquelle, le Captain Walker et, surtout, le Colonel Braxton, un avocat détective de Virginie.

## Œuvre

### Recueil de nouvelles
- The Strange Schemes of Randolph Mason (1896)
- The Man of Last Resort (1897)
- The Corrector of Destinies (1908)
- The Nameless Thing (1912)
- Uncle Abner, Master of Mysteries (1918)
- The Mystery at the Blue Villa (1919)
- The Sleuth of St. James Square (1920)
- The Mountain School-Teacher (1922)
- Monsieur Jonquelle (1923)
- Walker of the Secret Service (1924)
- The Bradmoor Murder (1929)
- The Silent Witness (1930)
- The Methods of Uncle Abner (1974), publication posthume
- The Complete Uncle Abner (1977), publication posthume

### Nouvelles

#### SérieRandolph Mason
- The Men of the Jimmy (1896) Publié en français sous le titre Un juriste consommé, Paris, Fayard, Le Saint détective magazine no 78 (août 1961)
- The Sherrif of Gullmore (1896) Publié en français sous le titre Le Shérif de Gullmore, Paris, Fayard, Le Saint détective magazine no 104 (octobre 1963)
- The Corrector of Destinies (1907)
- Madame Versäy (1907)
- The Burgoyne-Hayes Dinner (1907)
- The Copper Bonds (1907)
- The District-Attorney (1907)
- The Interrupted Exile (1907)
- The Last Check (1907)
- The Life Tenant (1907)
- The Pennsylvania Pirate (1907)
- The Virgin of the Mountain (1907)
- An Adventure of St. Valentine’s Night (1908)
- The Danseuse (1908)
- The Intriguer (1908)
- The Marriage Contract (1908)

#### SérieOncle Aber
- The Broken Stirrup-Leather (1911), aussi titré The Angel of the Lord
- The Wrong Hand (1911)
- The House of the Dead Man (1911)
- The Tenth Commandment (1912)
- The Riddle (1912)
- Naboth’s Vineyard (1912)
- The Devil’s Tools (1913)
- A Twilight Adventure (1914) Publié en français sous le titre La Sagesse de l'Oncle Abner, Paris, Éditions OPTA, Mystère magazine no 56 (septembre 1952)
- The Doomdorf Mystery (1914) Publié en français sous le titre Le Mystère Doomdorf, dans l'anthologie Vingt mystères de chambres closes, Paris, Terrain vague, coll. « Bibliothèque de l'insolite »  (ISBN 2-85208-094-X)
- The Hidden Law (1914)
- The Straw Man (1915)
- The Edge of the Shadow (1915)
- The Mystery of Chance (1915)
- The Treasure Hunter (1915)
- The Three Threads of Justice (1918), première version titrée An Act of God, parue en 1913 Publié en français sous le titre Trois fils de justice, Paris, Éditions OPTA, Mystère magazine no 220 (mai 1966)
- The Age of Miracles (1916), aussi titré Dead Man's Gloves
- The Instrument of Darkness (1918), autre titré The Adopted Daughter Publié en français sous le titre Le Jugement de Dieu, Paris, Fayard, Le Saint détective magazine no 90 (août 1962) ; réédition sous le titre La Fille adoptive, Éditions OPTA, Mystère magazine no 224 (septembre 1966)
- The Devil's Track (1927) Publié en français sous le titre L'Oncle Abner sur la piste du Diable, Paris, Éditions OPTA, Mystère magazine no 95 (décembre 1955)
- The God of the Hills (1927) Publié en français sous le titre L'Oncle Abner et le Prophète des collines, Paris, Éditions OPTA, Mystère magazine no 91 (août 1955)
- The Dark Night (1927) Publié en français sous le titre Les Trois Signes de l'Oncle Abner, Paris, Éditions OPTA, Mystère magazine no 99 (avril 1956)

#### SérieMonsieur Jonquelle
- The Alien Corn (1913)
- The Haunted Door (1913)
- Found in the Fog (1913)
- The Ruined Eye (1913)
- The Mottled Butterfly (1921)
- The Man with Steel Fingers (1921)
- The Triangular Hypothesis (1921)
- The Great Cipher (1921) Publié en français sous le titre La Suprême Révélation, Paris, Fayard, Le Saint détective magazine no 58 (décembre 1959)
- The Woman on the Terrace (1922) Publié en français sous le titre Une femme sur la terrasse, Paris, Fayard, Le Saint détective magazine no 31 (septembre 1957)
- The Problem of the Five Marks (1922)

#### SérieColonel Braxton
- The Forgotten Witness (1926) Publié en français sous le titre Le Témoin imprévu, Paris, Éditions OPTA, Mystère magazine no 49 (février 1952)
- The Survivor (1926), aussi titré No Way to Win
- The Invisible Client (1926)
- The Heir at Law (1927)
- The Leading Case (1927)
- The Guardian (1928), aussi titré Colonel Braxton Chooses a Client Publié en français sous le titre Le Tuteur, Paris, Fayard, Le Saint détective magazine no 97 (mars 1963)
- Colonel Braxton Hears the Silent Voices (1928), aussi titré The Great Game
- The Vanished Man (1929) Publié en français sous le titre Une étrange disparition, Paris, Fayard, Le Saint détective magazine no 105 (novembre 1963)
- The Mark on the Window (1929) Publié en français sous le titre L'Acte d'accusation, Paris, Fayard, Le Saint détective magazine no 42 (août 1958)
- Dead Man’s Shoes (1929)
- The Mystery at the Mill (1929)
- The Guilty Man (1929) Publié en français sous le titre Les absents ont toujours tort, Paris, Fayard, Le Saint détective magazine no 54 (août 1959)
- The Witness in the Metal Box (1929)
- Of More Value than Sparrows (1929)
- The White Patch (1930)

#### SérieSir Henry Marquis
- The Man in the Green Hat (1915)
- The Spread Rails (1916)
- The Witness of the Earth (1916)
- The Pumpkin Coach (1916)
- American Horses (1916)
- A Satire of the Sea (1918)
- The Fortune Teller (1918)
- Five Thousand Dollars Reward (1919)
- The Thing on the Hearth (1919)
- The Yellow Flower (1919)
- The House by the Loch (1920)
- The Last Adventure (1921)
- The End of the Road (1921)
- The Hole in the Glass (1923)
- The Phantom Woman (1923)
- The Blackmailer (1924)
- The Bradmoor Murder (1929)

#### SérieCaptain Walker
- The Secret Agent (1918)
- The Expert Detective (1920)
- The Man Who Threatened the World (1920)
- The Mysterious Stranger Defense (1921)
- The Inspiration (1921)
- The Diamond (1922)
- The Passing of Mooney (1924)

#### Autres nouvelles
- A Test Case (1907)
- My Friend at Bridge (1907)
- The Trivial Incident (1908)
- Mysteries of the Law— The Bit of Lint (1910)
- No Defense (1910)
- A Critique of Monsieur Poe (1910)
- The Locked Bag (1911)
- The Fairy Godmother (1911)
- The Nameless Thing (1911)
- The Sealed Packet (1911)
- The Sport of Fortune (1911)
- The Thief (1912)
- The Pressure (1912)
- The Fragments of Plaster (1912)
- The Stolen Life (1914)
- The Jury and the Judges (1914)
- The Miller of Ostend (1914)
- The Ally (1915)
- The Laughter of Allah (1915)
- The Hidden Path (1915)
- The New Administration (1915)
- Scotland Yard (1916)
- The Sleuth pf the Stars (1916)
- The Great Legend (1916)
- The Baron Starkheim (1916)
- The Mystery of the Blue Villa (1916)
- The Witch of the Lecca (1917)
- Lord Winton's Adventure (1917)
- The Wage-Earners (1917)
- The Pacifist (1917)
- The Girl in the Villa (1918)
- Back the Bayonet (1918)
- The Sunburned Lady (1918)
- The Fortune Teller (1920) Publié en français sous le titre Le Diseur de mésaventures, Paris, Éditions OPTA, Mystère magazine no 30 (juillet 1950)
- Quiller of the Hills (1922)
- The Cuneiform Inscription (1922)
- The Laughing Woman (1923)
- The Blue Image (1923)
- The Other Mary (1925)
- The Garden in Asia (1927)
- The Big Banknote Haul (1931)
- The Spy-Hunter (1931)
- The Tree in the Forest (1984), nouvelle inachevée complétée par John F. Suter

## Sources
: document utilisé comme source pour la rédaction de cet article.
- Claude Mesplède (dir.), Dictionnaire des littératures policières, vol. 2 : J - Z, Nantes, Joseph K, coll. « Temps noir », 2007, 1086 p. (ISBN 978-2-910-68645-1, OCLC 315873361), p. 561.